# Гражданское движение (Исландия)
Гражданское движение (исл. Borgarahreyfingin) — политическая партия в Исландии, основанная из нескольких отдельных движений к выборам 2009 года во время финансового кризиса 2008—2009.

## Выборы 2009
Опросы показывали, что количество приверженцев Гражданского союза неуклонно растет, и в последние дни перед выборами популярность составляла около 6,2 %. Во время выборов в Альтинг партия получила 4 места из 63. Были избраны:
- Траин Бертельссон, режиссёр;
- Тор Саари, экономист;
- Маргарет Триггвадоттир, редактор;
- Биргитта Йоунсдоуттир, поэт, редактор и актриса;

| Выборы | Количество голосов | Количество голосов, % | Количество мест | Позиция |
| ------ | ------------------ | --------------------- | --------------- | ------- |
| 2009   | 13,519 ▬           | 7.2 ▬                 | 4 из 63         | 5-е ▬   |

У руля партии вместо одного человека было трое, которые выполняли разные роли. Партия выступала за радикальные изменения на правительственном уровне, чтобы подавить кризис.
14 августа 2009 года Траин Бертельсон покинул партию, чтобы стать беспартийным членом парламента. 18 сентября оставшиеся 3 парламентария покинули партию и создали свою, названную «Движением» (Hreyfingin); таким образом, «Гражданское движение» более не было представлено в Альтинге. Обе партии в 2012 году объединились с Либеральной партией в новую политическую силу, названную «Рассвет».

## Идеология
Партия на своём сайте заявляла, что необходимо бороться с коррупцией; развивать демократию, а также установить чёткое разделение властей. Партия выступала за создание новой Конституции, демократические, финансовые и административные реформы. Также партия высказывалась за национализацию энергетической отрасли страны и за капитальное преобразование рыбных хозяйств.